# Anaysi Hernández
Anaysi Hernández, född den 30 augusti 1981 i Cienfuegos, Kuba, är en kubansk judoutövare.
Hon tog OS-silver i damernas mellanvikt i samband med de olympiska judotävlingarna 2008 i Peking.